# Медицинская организация
Медицинская организация — юридическое лицо или индивидуальный предприниматель, осуществляющий медицинскую деятельность и имеющий на это соответствующую лицензию.
Медицинская организация — организация, осуществляющие деятельность в области здравоохранения или оказания медицинских услуг, поддерживающая развитие медицины как науки, занимающаяся мероприятиями по поддержанию здоровья и оказания медицинской помощи людям посредством изучения, диагностики, лечения и возможной профилактики болезней и травм.
Примеры медицинских организаций: больница, поликлиника, санаторий, медицинские институты и университеты и др., а также международные медицинские организации (Международное движение Красного Креста и Красного Полумесяца, Всемирная организация здравоохранения и др.).